# Livregemente
Livregemente (äldre stavning lifregemente). Under mitten av 1600-talet nyttjades inom svenska hären benämningarna livregemente, garde och livgarde ofta som synonyma. Under Karl X Gustav fanns utom det Livgarde till fot, varifrån Svea livgarde leder sitt ursprung, även ett till Östersjöprovinserna förlagt Livregemente till fot, ett Drottningens livregemente till fot, värvat av tyskar, samt ett Arvprinsens livregemente till fot, värvat av skottar och tyskar. 
Vidare fanns ett Konungens livregemente till häst, värvat av tyskar, och ett Drottningens livregemente till häst, bestående av dels utländskt, dels inhemskt folk. Arvprinsen hade två livregementen till häst i Östersjöprovinserna. Även andra personer än de kungliga hade vid denna tid livregementen i den svenska hären. Sålunda talas om Riksskattmästarens (Magnus Gabriel De la Gardie) livregemente till häst, Fältmarskalkens (Gustaf Otto Stenbock) livregementes dragoner m. fl. 
Under Andra bremiska kriget 1665-66 fördes titeln Konungens livregemente till häst av ett rytteriregemente under Otto Wilhelm Königsmarck, uppsatt till en del av värvade svenska och tyska adelsmän. Då Königsmarck 1667 transporterades till Upplands kavalleri, medförde han dit sitt forna regementes namn, varför vårt första indelta rytteriregemente från denna tid bar namnet Livregementet. Under Karl XI och Karl XII fanns utom Livgardet i Stockholm K. M:ts tyska livregemente till fot, till en början förlagt till Östersjöprovinserna, senare till Tyskland och Sverige, samt Prins Karls (senare konung Karl XII:s) svenska livregemente till fot. Drottningens (Ulrika Eleonora d. ä:s) livregemente till fot, uppsatt av svenskar, Änkedrottningens (Hedvig Eleonoras) livregemente till fot, värvat av utlänningar, samt Änkedrottningens livregemente till häst, uppsatt av svenskar och bildande ett av stamregementena till Bohusläns regemente. Från 1722 träffar man Drottningens livregemente till fot, vilket fortfor ända till 1815 och därefter blev stamregemente till Preussiska fysiljärregementet n:r 34 (se Fysiljär), som nu bär namnet "Königin Viktoria von Schweden", samt från 1772 Änkedrottningens (Lovisa Ulrikas) livregemente till fot, ett av stamregementena till Göta livgarde.